# Maria Cederschiöld
Maria Cederschiöld (1856–1935) est une journaliste et suffragette suédoise. 

## Biographie
Après des études à Uppsala, elle travaille comme professeur puis devient reporter à Aftonbladet en 1884. Elle écrit des articles sur les nouvelles internationales et en tant que critique littéraire. Entre 1909 et 1921, elle est rédacteur en chef du département des informations internationales.
Maria est également une féministe. Elle fut la secrétaire puis la vice-présidente du mouvement suédois pour le suffrage des femmes et représenta son pays dans de nombreux meetings internationaux.

## Travaux
- Lars Johan Hierta och kvinnas rätt i samhället (Lars Johan Hierta et les droits des femmes dans la société) 1901
- Den svenska gifta kvinnans rättsliga ställning (La position légale de la femme mariée suédoise) 1903
- En banbryterska. En minnesskrift över Ellen Fries (Une pionnière. Mémoire d'Ellen Fries) 1913